# Nančchangské povstání
Nančchangské povstání proběhlo 1. srpna roku 1927 ve městě Nan-čchang v čínské provincii Ťiang-si. Jedná se o významnou událost v dějinách čínské občanské války. Povstání iniciovala Komunistická strana Číny. Povstání bylo brzy poraženo, ale armáda Komunistické strany Číny zůstala bojeschopná. 1. srpen je dodnes v Čínské lidové republice oslavován jako den zrodu Čínské lidové osvobozenecké armády.

## Nástin událostí
V dubnu 1927 došlo k rozkolu v rámci Kuomintangu během vojenské kampaně známé jako Severní pochod. Po obsazení Šanghaje vydal vrchní velitel Národní revoluční armády Čankajšek rozkaz k brutální fyzické likvidaci komunistů a účastníků dělnických manifestací v Šanghaji. Tím došlo k rozpadu koalice mezi Komunistickou stranou Číny a Kuomintangem. Komunistická strana Číny v té době neměla vlastní ozbrojené síly.

## Průběh

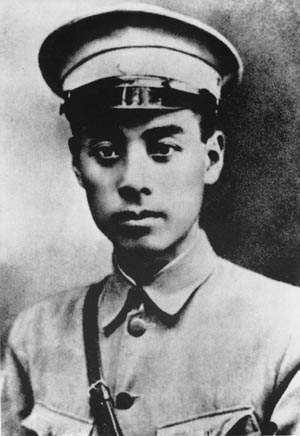
Čou En-laj v uniformě Národní revoluční armády v roce 1924 (před rozkolem s komunisty)

Za hlavní politické strůjce povstání jsou považováni Čou En-laj a Čang Kuo-tchao. Povstání vypuklo v jednu hodinu ráno 1. srpna. Třetí armáda byla zaskočena. Některé oddíly byly odzbrojeny, jiné se stáhly. Ve čtyři hodiny ráno se již situace uklidnila. Nedocházelo ke zmatku nebo rabování. Většina populace města nerozuměla tomu, co se událo. Na revoltu však přišla rychlá reakce a 3. října byli komunisté nuceni začít s ústupem z města. 5. října bylo město již opuštěné. Během ústupu nedošlo k žádným významným střetům.

## Výsledek
Povstání skončilo neúspěchem, ale komunisté získali vojenskou sílu, která zůstala bojeschopná i po ústupu. Stáhli se do oblastí v provinciích Chu-nan a Ťiang-si, kde začali budovat tzv. „sovětské oblasti“. Na podzim 1927 následovala série dalších povstání známých jako „povstání podzimní sklizně“.